# إيرفينغتون (نيويورك)
إيرفينغتون (بالإنجليزية: Irvington, New York) هي منطقة سكنية تقع في الولايات المتحدة في مقاطعة ويستتشستر، نيويورك. يقدر عدد سكانها بـ 6,420 نسمة ومساحتها 10.5 كم2 .

## التركيبة السكانية
حدّد مكتب تعداد الولايات المتحدة بيانات التركيبة السكانية لإيرفينغتون في تعداد الولايات المتحدة. في ما يلي، التركيبة السكانية حسب تعدادي 2000 و2010.

### تعداد عام 2000
بلغ عدد سكان إيرفينغتون 6,631 نسمة بحسب تعداد عام 2000، وبلغ عدد الأسر 2,518 أسرة وعدد العائلات 1,813 عائلة مقيمة في القرية. في حين سجلت الكثافة السكانية 627.3 نسمة لكل كيلومتر مربع (1,624.7/ميل2). وبلغ عدد الوحدات السكنية 2,601 وحدة بمتوسط كثافة قدره 246.1 لكل كيلومتر مربع (637.4/ميل2).
وتوزع التركيب العرقي للقرية بنسبة 88.66% من البيض و1.45% من الأمريكيين الأفارقة و0.11% من الأمريكيين الأصليين و6.95% من الأمريكيين ذوي الأصول الآسيوية و1.16% من الأعراق الأخرى و1.67% من عرقين مختلطين أو أكثر و3.79% من الهسبانيون أو اللاتينيون من أي عرق.
بلغ عدد الأسر 2,518 أسرة كانت نسبة 38.6% منها لديها أطفال تحت سن الثامنة عشر تعيش معهم، وبلغت نسبة الأزواج القاطنين مع بعضهم البعض 62.2% من أصل المجموع الكلي للأسر، ونسبة 7.6% من الأسر كان لديها معيلات من الإناث دون وجود شريك، بينما كانت نسبة 2.2% من الأسر لديها معيلون من الذكور دون وجود شريكة وكانت نسبة 28% من غير العائلات. تألفت نسبة 24.3% من أصل جميع الأسر من عدة أفراد يعيشون في نفس المنزل ونسبة 9.5% كانت تتألف من شخص يعيش بمفرده يبلغ من العمر 65 عاماً أو أكثر. وبلغ متوسط حجم الأسرة المعيشية 2.60، أما متوسط حجم العائلات فبلغ 3.13.
بلغ العمر الوسطي للسكان 39.7 عاماً. وكانت نسبة 27% من القاطنين تحت سن الثامنة عشر، وكانت نسبة 3.9% بين الثامنة عشر والرابعة والعشرين عاماً، ونسبة 28.1% كانت واقعةً في الفئة العمرية ما بين الخامسة والعشرين والرابعة والأربعين عاماً، ونسبة 26.3% كانت ما بين الخامسة والأربعين والرابعة والستين، ونسبة 13.5% كانت ضمن فئة الخامسة والستين عاماً فما فوق. يوجد لكل 100 أنثى 91.4 ذكر، ويوجد لكل 100 أنثى في الثامنة عشر من عمرها فما فوق 86.4 ذكر.
بلغ متوسط دخل الأسرة في القرية 112,343 دولارًا، أما متوسط دخل العائلة فبلغ 150,124 دولارًا. وكان متوسط دخل الذكور 100,001 دولارًا مقابل 56,250 دولارًا للإناث. وسجل دخل الفرد الخاص بالقرية 66,753 دولارًا. وكانت نسبة 0.6% من العائلات ونسبة 3% من السكان تحت خط الفقر، وكان من هؤلاء نسبة 2.6% تحت سن الثامنة عشر ونسبة 0% في الخامسة والستين من العمر وما فوق.

### تعداد عام 2010
بلغ عدد سكان إيرفينغتون 6,420 نسمة بحسب تعداد عام 2010، وبلغ عدد الأسر 2,528 أسرة وعدد العائلات 1,749 عائلة مقيمة في القرية. في حين سجلت الكثافة السكانية 607.4 نسمة لكل كيلومتر مربع (1,573.2/ميل2). وبلغ عدد الوحدات السكنية 2,668 وحدة بمتوسط كثافة قدره 252.4 لكل كيلومتر مربع (653.7/ميل2).
وتوزع التركيب العرقي للقرية بنسبة 87.15% من البيض و1.90% من الأمريكيين الأفارقة و0.12% من الأمريكيين الأصليين و7.88% من الأمريكيين ذوي الأصول الآسيوية و1.11% من الأعراق الأخرى و1.84% من عرقين مختلطين أو أكثر و6.23% من الهسبانيون أو اللاتينيون من أي عرق.
بلغ عدد الأسر 2,528 أسرة كانت نسبة 35.8% منها لديها أطفال تحت سن الثامنة عشر تعيش معهم، وبلغت نسبة الأزواج القاطنين مع بعضهم البعض 58.4% من أصل المجموع الكلي للأسر، ونسبة 8.3% من الأسر كان لديها معيلات من الإناث دون وجود شريك، بينما كانت نسبة 2.4% من الأسر لديها معيلون من الذكور دون وجود شريكة وكانت نسبة 30.8% من غير العائلات. تألفت نسبة 27.1% من أصل جميع الأسر من عدة أفراد يعيشون في نفس المنزل ونسبة 12.4% كانت تتألف من شخص يعيش بمفرده يبلغ من العمر 65 عاماً أو أكثر. وبلغ متوسط حجم الأسرة المعيشية 2.51، أما متوسط حجم العائلات فبلغ 3.09.
بلغ العمر الوسطي للسكان 44.6 عاماً. وكانت نسبة 26.4% من القاطنين تحت سن الثامنة عشر، وكانت نسبة 4.5% بين الثامنة عشر والرابعة والعشرين عاماً، ونسبة 19.7% كانت واقعةً في الفئة العمرية ما بين الخامسة والعشرين والرابعة والأربعين عاماً، ونسبة 34.4% كانت ما بين الخامسة والأربعين والرابعة والستين، ونسبة 15.1% كانت ضمن فئة الخامسة والستين عاماً فما فوق. وتوزع التركيب الجنسي للسكان بنسبة 47.5% ذكور و52.5% إناث.

## معرض صور

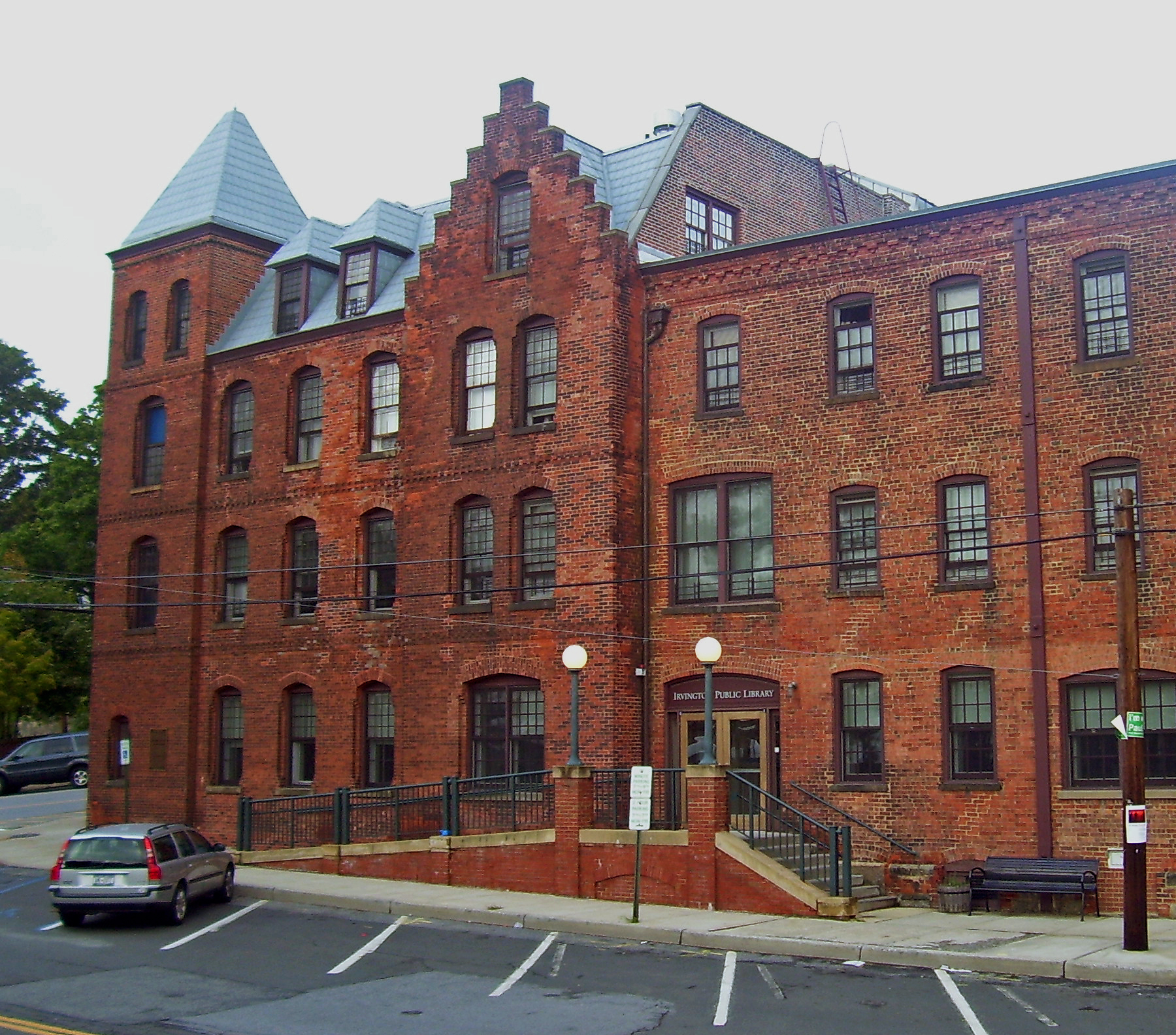
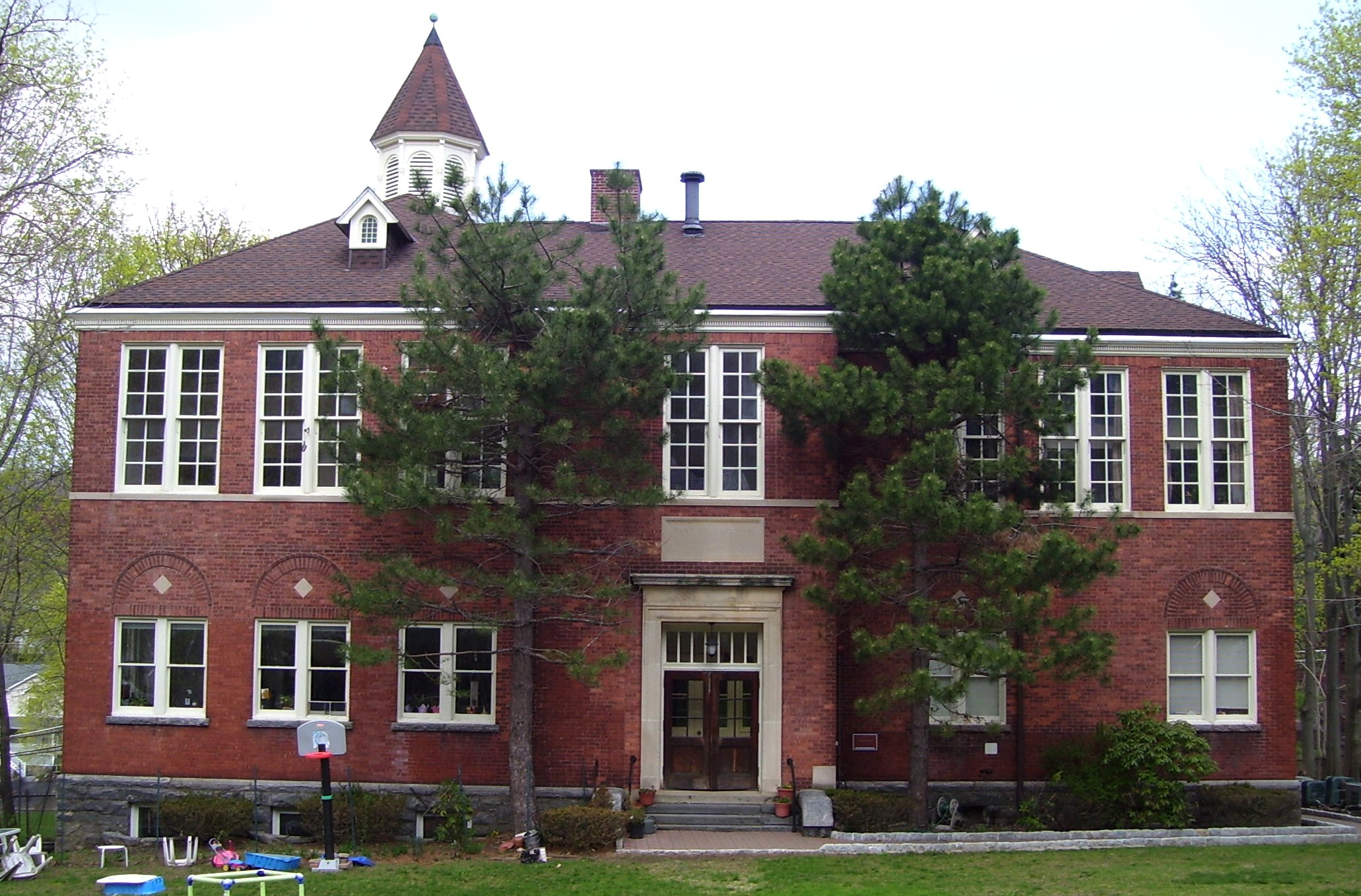
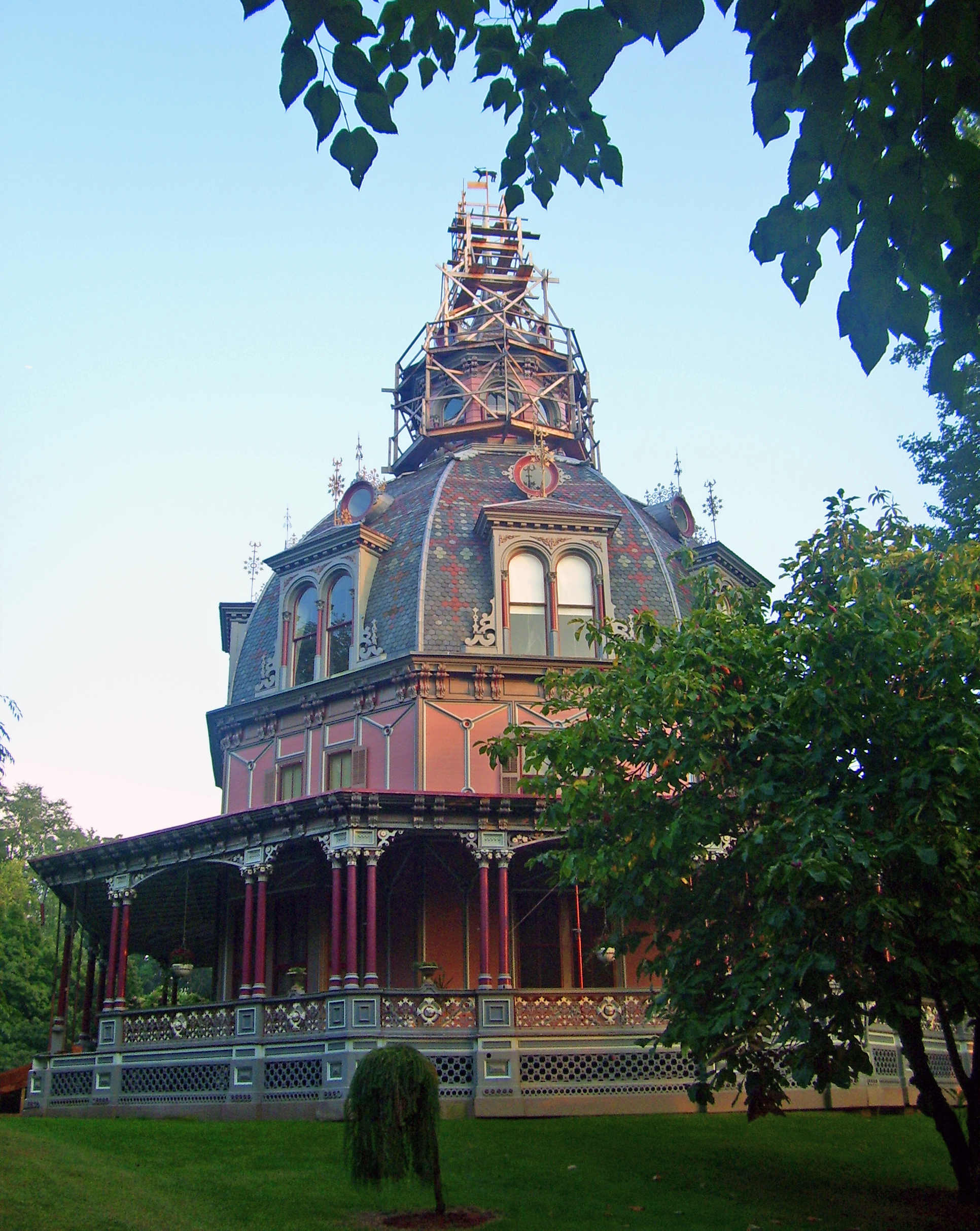
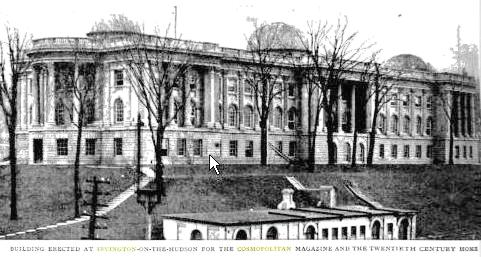

## أعلام
- جولينا روز
- سارة ووكر
- جاي باتلر رايت
- سايروس وست فيلد
- ويليام آدامز ووكر